# La Llibertat Avança
La Llibertat Avança (LA o LLA, en castellà: La Libertad Avanza) és una coalició política originada a Buenos Aires, Argentina. Com a aliança de partits de dretes, inclòs el Partit Llibertari, la seva primera participació electoral va ser a les eleccions legislatives de 2021, obtenint el tercer lloc amb el 17% dels vots a la capital. La coalició està liderada per l'economista i diputat nacional Javier Milei, que és el president electe de l'Argentina després de les eleccions generals argentines de 2023.
La coalició s'ha caracteritzat com a anti-establishment, antipolítica, i oposada al kirchnerisme. Per les seves posicions polítiques radicals i la del seu líder, que ha estat qualificat d'economista polèmic, excèntric i ultraconservador, va ser comparat amb el partit d'extrema dreta Vox.
Després d'haver segellat un acord amb el polític Juan José Gómez Centurión, les candidates Victoria Villarruel i María Fernanda Araujo, entre altres dirigents conservadors, es van unir a l'aliança.
Milei i Villaruel són els actuals President i Vicepresident electes de l'Argentina.

## Història

### Fundació
El 14 de juliol de 2021, La Llibertat Avança es va formalitzar a Buenos Aires, d'on són molts dels seus partits membres, per participar en les eleccions legislatives de 2021, amb Javier Milei i Victoria Villarruel com a principals candidats a diputats nacionals, i Ramiro Marra com a primer candidat a la legislatura de Buenos Aires. La coalició va ser formada pel Moviment d'Integració i Desenvolupament (MID), Uniu-vos per la Llibertat i la Dignitat, i el Moviment de Pensionistes i Joves. A més, comptaven amb el suport de partits sense personalitat jurídica del districte, com el partit NOS de Juan José Gómez Centurión, o el Partit Llibertari de Milei.

### Campanya electoral i eleccions primàries

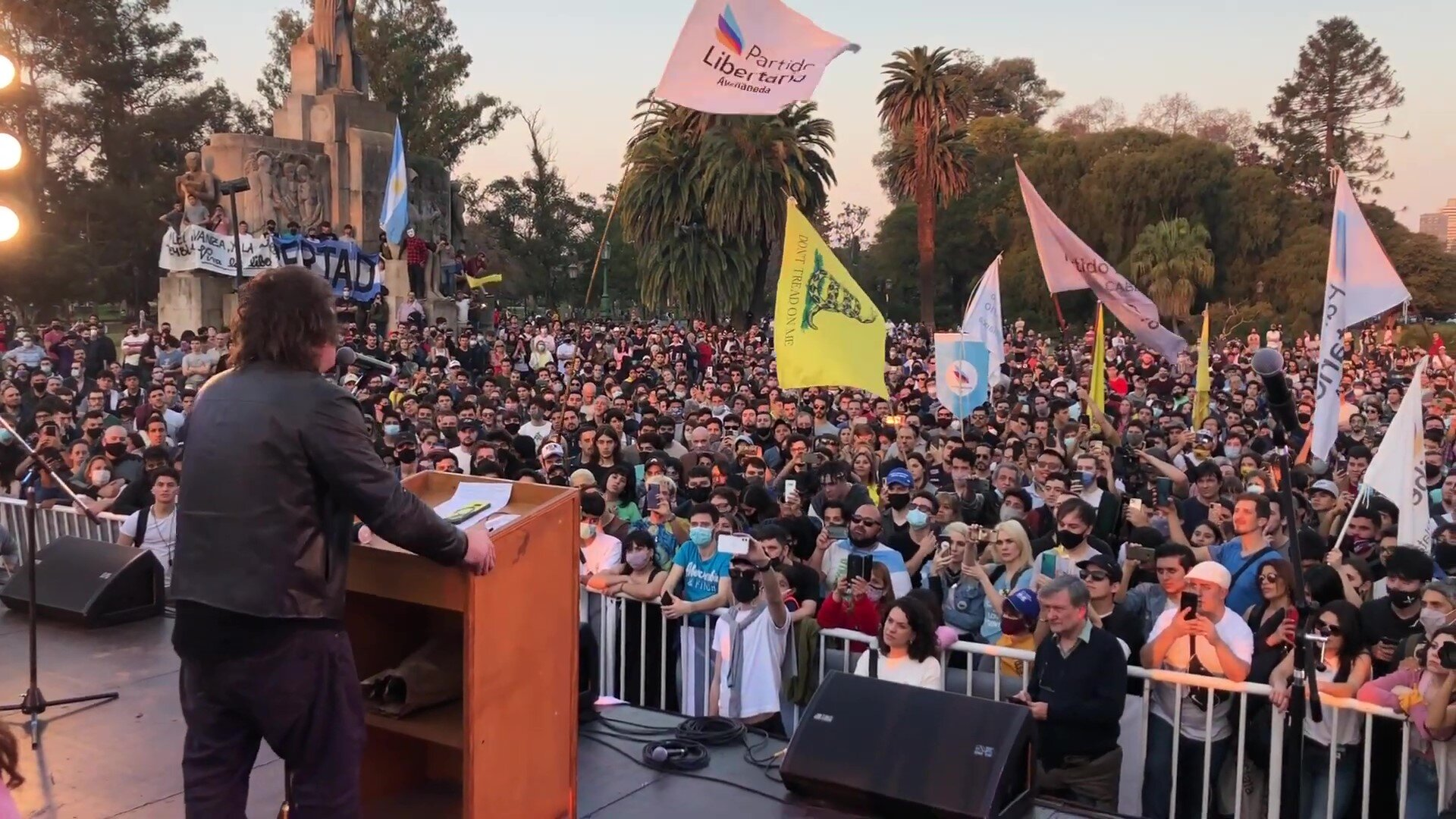
Llançament de la campanya per a les eleccions primàries del 7 d'agost de 2021

El 5 de setembre de 2021, l'aliança va tancar la seva campanya electoral per a les eleccions primàries de 2021 al parc Lezama, San Telmo, Buenos Aires. Es calcula que l'acte va comptar amb l'assistència d'almenys 25.000 persones i es va centrar en la crítica als grans partits Frente de Todos i Juntos por el Cambio. Hores abans de l'acte, Eduardo Bolsonaro, fill del president del Brasil, en una videotrucada amb Milei, va declarar que donava suport a la seva coalició. A les eleccions primàries del 2021, van obtenir 242.839 vots per als diputats nacionals, el 13,90% dels vots, i 238.797 vots, o el 13,82% dels vots, per als legisladors de Buenos Aires. Es van convertir en la tercera força del districte després de Junts pel Canvi i el Front de Tothom.

### Eleccions generals
A les eleccions generals, la coalició va obtenir 313.808 vots per als diputats nacionals, el 17,04%, i 318.978 vots per als legisladors de Buenos Aires, el 16,74%. Amb aquests resultats van obtenir dos diputats nacionals i cinc legisladors. La coalició va celebrar els resultats al Luna Park Stadium, on un dels custodis va amenaçar amb treure la seva arma no letal a l'intent d'un dels espectadors de pujar a l'escenari.
Segons els informes de finançament de la campanya electoral que es van presentar fora de termini, la coalició no va obtenir teòricament finançament privat i va comptar exclusivament amb fons aportats per l'Estat. Per aquest motiu, van sorgir dubtes sobre el seu finançament, que va incloure grans esdeveniments amb pantalles LED i so, així com grans lloguers com el Luna Park i l'hotel Grand View. En aquest sentit, Carlos Maslatón, un dels principals organitzadors de la campanya, es va excusar dient que el finançament de les campanyes polítiques era del 98% en negre.

### Bloc nacional
El 23 d'abril de 2022, la coalició va celebrar un acte polític, encapçalat per Milei al parc O'Higgins, promogut pel Partit Demòcrata de Mendoza, amb el qual van signar un acord polític, així com amb el Partit Demòcrata nacional. Aquest acord va ser sotmès a votació per la convenció nacional del partit el 28 de maig. El 16 de maig es va confirmar que el Partit Demòcrata de Còrdova s'incorporaria a l'estructura de coalició, i que el seu referent, Rodolfo Eiben, tenia la intenció de competir per la governació de la província. El 24 de maig, la junta central del Partit Demòcrata de Mendoza va votar a favor de l'acord. El 28 de maig, la convenció nacional del Partit Nacional Demòcrata, amb 11 vots a favor i tres en contra, va votar a favor de l'acord.
El 29 d'abril de 2022 es va signar un acord amb la Confederació de Veïns d'Entre Ríos a través de la legisladora Rebeca Fleitas, natural d'aquesta província. Després de diverses converses des del novembre de 2021, durant el mes de maig es va segellar un acord amb Cruzada Renovadora, a la província de Sant Joan. A més, es van confirmar les negociacions amb el partit a la província de Jujuy. De la mateixa manera, es va signar un acord amb Fuerza Republicana de Ricardo Bussi a la província de Tucumán. També es va confirmar un acte polític de coalició a la província per al 23 de juliol. A finals de maig, després de quatre setmanes de negociacions, el Moviment d'Integració i Desenvolupament va arribar a un acord amb la coalició de la província de Còrdova, incorporant-se també a l'assemblea de districte.

## Posicions polítiques

### Reforma de l'Estat
La coalició advoca per una reducció de la mida i l'abast de l'Estat, argumentant que la seva escala i marc normatiu actuals són perjudicials per a l'eficiència econòmica i la prosperitat individual. La coalició subratlla que el paper principal de l'estat hauria de ser protegir els drets fonamentals, com ara la vida, la llibertat i la propietat.

#### Reforma del govern
La coalició proposa una estructura de govern federal racionalitzada, que inclouria la retenció o creació dels següents ministeris, reduint-ne el nombre total a 8 dels 19 actuals:
- Ministeri d'Economia[51]
- Ministeri de Justícia[51]
- Ministeri de l'Interior[51]
- Ministeri de Seguretat[51]
- Ministeri de Defensa[51]
- Ministeri de Relacions Exteriors[51]
- Ministeri d'Infraestructures[51]
- Ministeri de Capital Humà (nova proposta)[51]

#### Reduccions específiques
La coalició descriu àrees específiques per reduir la burocràcia i les despeses del govern, incloent:
- Eliminar els càrrecs de cap de gabinet en ministeris, secretaries i direccions, argumentant que aquestes funcions sovint serveixen com a càrrecs de patrocini.[51]
- Dissoldre els equips d'anàlisi de polítiques que, diuen, funcionen per centralitzar el control.[51]
- Implantar mecanismes per a un control efectiu de les despeses.[51]
- Reassignació d'empleats públics i cessament dels càrrecs de designació política, amb l'objectiu d'eliminar privilegis del personal estatal.[51]
  - Especificitats del procés de reassignació:
    - La reestructuració suposarà una reducció de determinades funcions a causa del tancament o la reducció de les entitats de govern.[51]
    - Els empleats estatals de carrera serien reassignats en lloc de cessar-los.[51]
    - Tots els nomenaments polítics realitzats l'any 2023 estarien subjectes a cessament.[51]
    - Alguns avantatges, com ara els detalls de seguretat i els xofers, s'eliminarien, excepte en els casos en què es considerin necessaris per motius de seguretat.[51]
- Recomanant el tancament o la privatització d'empreses i agències públiques específiques, argumentant que aquestes entitats solen servir com a plataformes per a nomenaments amb motivació política.[51]

### Reformes econòmiques
La coalició atribueix els reptes econòmics a un sistema centralitzat i burocràtic. Argumenten que un enfocament orientat al mercat, basat en principis de govern limitat i lliure comerç, és més propici per al creixement econòmic i la prosperitat.

#### Reformes econòmiques específiques
La coalició proposa una sèrie de reformes específiques que inclouen:
- Reduir la despesa pública en un 15% del PIB com a pas inicial.[51]
- Rebaixar impostos amb l'objectiu d'eliminar el 90% dels existents, al·legant la seva ineficiència i impacte perjudicial en l'economia.[51]
- Modernitzar la legislació laboral per afavorir la creació d'ocupació, inspirant-se en models com el de la UOCRA.[51]
- Avançar cap a una política comercial unilateral modelada a Xile, amb l'objectiu de millorar la competitivitat internacional de les empreses argentines.[51]
- Eliminar el Banc Central per acabar amb la inflació, argumentant que la institució possibilita una política fiscal irresponsable.[51]
- Reformar el sector energètic recalibrant les subvencions i les tarifes, i convidant a la participació del sector privat.[51]

### Reformes judicials
La coalició sosté que el poder judicial té un paper crític en la governança democràtica i el desenvolupament econòmic, però argumenta que s'ha vist compromès per influències polítiques. Segons la coalició, actualment el poder judicial no compleix el seu paper en la comprovació del poder polític i la salvaguarda dels drets individuals. Proposa una reforma judicial destinada a despolititzar el sistema i reforçar el seu paper en la defensa dels drets de la ciutadania.

#### Reformes judicials específiques
La coalició proposa reformes específiques per millorar la funció i la independència del poder judicial, que inclouen:
- Nomenar un ministre de Justícia entre membres respectats del poder judicial.[51]
- Nomenament d'un jutge del Tribunal Suprem que sigui imparcial i compromès amb el compliment dels principis constitucionals.[51]
- Nomenar un fiscal general imparcial.[51]
- Omplir vacants als tribunals federals amb jutges sense filiació política.[51]
- Millorar la independència financera del poder judicial.[51]
- Revalorar les carreres judicials per atraure i retenir professionals competents.[51]
- Implantació d'un sistema acusatori contradictori per millorar l'eficiència judicial.[51]
- Institució de judici per jurat a tot el país, tal com preveu la constitució.[51]
- Prohibir als membres del poder judicial tenir filiació política.[51]
- Reformar el Consell del Poder Judicial per minimitzar la influència política.[51]
- Eliminar les entitats del Ministeri de Justícia que promouen la discriminació positiva, argumentant que contribueixen a la politització.[51]
- Agilització dels procediments judicials mitjançant l'ús del procediment oral.[51]
- Transferència de la jurisdicció de la justícia nacional a la Ciutat Autònoma de Buenos Aires.[51]

### Capital humà
La coalició proposa un enfocament integral per abordar els temes relacionats amb la salut, el desenvolupament social, el treball i l'educació, consolidant-los en un únic Ministeri. La coalició argumenta que els qui depenen de l'ajuda de l'Estat no tenen la culpa de les seves circumstàncies, és el sistema polític existent l'origen del problema. Advoca per mantenir l'assistència social fins que el país pugui passar a un model econòmic més pròsper basat en la llibertat. La Llibertat Avança també defensa la transició a llarg termini cap a sistemes privats per a la sanitat i l'educació.

#### Infància i família
La coalició identifica la pobresa infantil i la manca d'accés a serveis bàsics com a qüestions importants a l'Argentina, atribuint-los a fracassos polítics de llarga durada.

#### Educació
La coalició pretén una reforma educativa basada en principis d'elecció i competència. Argumenten que el sistema actual, en gran part centralitzat i burocràtic, no ha aconseguit satisfer les necessitats dels ciutadans argentins.

#### Salut
La coalició sosté que l'actual sistema de salut pública és ineficaç i proposa reformes importants.

### Reformes de seguretat
La coalició assegura que l'empitjorament de la seguretat es deu principalment a una cultura "abolicionista" que veu els delinqüents com a víctimes i a la gran mida de l'Estat, que ha provocat la manca de control sobre les seves funcions essencials. La coalició destaca que el paper de les forces de seguretat i de l'estat és reprimir les activitats delictives per protegir la vida, la llibertat i la propietat dels ciutadans. En la línia d'això, proposen una nova doctrina de seguretat fonamentada en el principi de "reculls el que sembres".

#### Reformes específiques de seguretat
- Modificació de la Llei de Seguretat Interior.[51]
- Revisió de la Llei de Defensa Nacional.[51]
- Revisió de la Llei d'Intel·ligència.[51]
- Transformar el Sistema Penitenciari Nacional amb gestió publicoprivada.[51]
- Prioritzar la lluita contra el narcotràfic.[51]
- Enfortiment del Consell de Seguretat Interior.[51]
- Lluita contra l'ocupació il·legal de terres.[51]
- Garantir el trànsit gratuït per tot el país.[51]

### Política de defensa
La coalició considera la defensa com una responsabilitat fonamental del govern i advoca per un enfocament autònom recolzat per la indústria privada nacional. Destaca la necessitat de posar en valor les forces armades i el seu personal, proposant una sèrie de reformes per modernitzar i finançar adequadament l'exèrcit.

#### Reformes específiques de defensa
- Creant una força militar àgil, moderna i tecnològicament avançada.[51]
- Finançament adequat de les forces armades per millorar l'equipament i la formació.[51]
- Recuperar el prestigi de les Forces Armades tant a nivell nacional com a internacional.[51]
- Reformulació del sistema nacional d'intel·ligència.[51]

La coalició proposa una nova doctrina en les relacions exteriors, centrada en dos principis principals: defensar globalment les anomenades democràcies liberals i promoure el lliure comerç. El partit declara que l'Argentina deixarà de ser un aliat de les dictadures i pretén restablir la seva posició entre països democràtics i lliures.

#### Propostes específiques de relacions exteriors
- Reorganització del Ministeri d'Afers Exteriors per impulsar el comerç mundial.[51]
- Alinear-se amb causes considerades democràtiques a nivell mundial.[51]
- Purgar el ministeri d'Afers Exteriors del personal escollit políticament a favor del personal de carrera.[51]
- Desanimar l'ús de les ambaixades per a l'oci dels polítics.[51]
- Reducció de l'excés de despesa i unitats administratives dins del ministeri.[51]

### Infraestructura
La coalició pretén revolucionar l'obra pública a través de dos esquemes dissenyats per eliminar la corrupció i reduir la despesa pública. La primera consisteix en adoptar un model d'iniciativa privada inspirat en els sistemes xilè, peruà i suís. El segon se centra en el Programa Nacional de Patronats d'Urbanització, Infraestructura de Barris i Construcció Basada en Costos per abordar el dèficit d'habitatge.

#### Propostes específiques d'infraestructures
- Eliminar les obres públiques estatals en favor d'iniciatives de gestió privada.[51]
- Promoció d'un Programa Nacional per fomentar els patronats d'urbanització i les infraestructures veïnals.[51]
- Facilitar el desenvolupament massiu de projectes amb finançament privat.[51]
- Implantació del model a través del Banc Hipotecari per a una aplicació més àmplia.[51]
- Oferir un crèdit hipotecari als treballadors formals basat en el 25% del seu sou durant 10 anys.[51]

## Partits integrats

### Nacional
| Partit | Partit                               | Líder                | Ideologia               | Posició               | Ref.                 |
| ------ | ------------------------------------ | -------------------- | ----------------------- | --------------------- | -------------------- |
|        | Partit Demòcrata                     | Carlos Balter        | Conservadorisme         | Dreta                 | [ 52 ] [ 53 ] [ 54 ] |
|        | Partit Llibertari                    | Ramiro Marra         | Llibertarisme           | Ultradreta            | [ 55 ] [ 56 ] [ 57 ] |
|        | Unió Celeste i Blanc                 | Carlos Fabián Luayza | Conservadorisme         | Centre-dreta          | [ 58 ] [ 59 ]        |
|        | Partit de la Renovació Federal       | José Videla Sáenz    | Peronisme federal       | Dreta                 | [ 60 ]               |
|        | Partit Fe                            | Cecilio Salazar      | Peronisme federal       | Dreta                 |                      |
|        | Proposta Republicana (suport extern) | Patricia Bullrich    | Liberalisme conservador | Centre-dreta (facció) | [ 61 ]               |

### Provincial
| Partit | Partit                                             | Líder               | Províncies                                      | Ideologia       | Posició    | Ref.          |
| ------ | -------------------------------------------------- | ------------------- | ----------------------------------------------- | --------------- | ---------- | ------------- |
|        | Partit Demòcrata                                   | Carlos Balter       | Buenos Aires, Còrdova, Mendoza, San Luis, Chaco | Conservadorisme | Dreta      | [ 44 ]        |
|        | Moviment d'integració i desenvolupament (faccions) | Juan Pablo Carrique | Buenos Aires, CABA, Còrdova                     | Desenvolupisme  | Centre     | [ 50 ] [ 62 ] |
|        | Uneix-te per la Llibertat i la Dignitat            | José Bonacci        | Buenos Aires, CABA, Santa Fe                    | Conservadorisme | Ultradreta | [ 63 ] [ 64 ] |
|        | Partit de la Renovació Federal                     | José Videla Sáenz   | Buenos Aires                                    | Dreta           | [ 62 ]     |               |
|        | Moviment Juvenil i Pensionistes                    | German Foss         | CABA                                            | Republicanisme  | Dreta      | [ 35 ]        |
|        | Confederació de Veïns d'Entre Ríos                 | Alberto Olivetti    | Entre Ríos                                      | Moviment veïnal | Centre     | [ 47 ] [ 65 ] |
|        | Força Republicana                                  | Ricardo Bussi       | Tucumán                                         | Conservadorisme | Dreta      | [ 48 ]        |

### Antics membres
| Partit | Partit                     | Líder          | Ideologia       | Posició | Ref.                 |
| ------ | -------------------------- | -------------- | --------------- | ------- | -------------------- |
|        | Partit Popular Conservador | Marco Michelli | Conservadorisme | Dreta   | [ 66 ] [ 67 ] [ 68 ] |

## Resultats electorals

### Eleccions presidencials
| Any  | Candidat     | 1a volta  | 1a volta | 1a volta | 2a volta   | 2a volta | 2a volta | Resultat |
| Any  | Candidat     | Vots      | %        | Pos.     | Vots       | %        | Pos.     | Resultat |
| ---- | ------------ | --------- | -------- | -------- | ---------- | -------- | -------- | -------- |
| 2023 | Javier Milei | 8,034,990 | 29.99    | 2n       | 14,554,560 | 55.65    | 1r       | Electe   |

### Eleccions legislatives

#### Cambra dels Diputats
| Any  | Líder        | Vots      | %     | Escons   | Govern   |
| ---- | ------------ | --------- | ----- | -------- | -------- |
| 2023 | Javier Milei | 6,843,049 | 27.88 | 35 / 130 | Coalició |

#### Senat
| Any  | Líder        | Vots      | %     | Escons | Govern   |
| ---- | ------------ | --------- | ----- | ------ | -------- |
| 2023 | Javier Milei | 3,007,526 | 25.90 | 7 / 24 | Coalició |